# Sung-bong Choi
Sungbong Choi (崔聖奉; Seul, 18 de fevereiro de 1990 – Seul, 20 de junho de 2023) foi um cantor sul-coreano. Após passar nos exames de qualificação para o ensino fundamental e médio, ele se formou na Dae-Jeon Art High School e estreou na temporada de 2011 do Korea's Got Talent . Ele foi o vice-campeão do show de talentos.

## Vida pregressa
Sungbong Choi nasceu em Seul e foi abandonado em um orfanato quando tinha três anos. Ele fugiu do orfanato para escapar do abuso físico, pegou um ônibus para Daejeon e começou a viver nos distritos da luz vermelha. Ele abordou Jeong-So Park para aulas de música; Park concordou em ensiná-lo de graça e ajudou a conseguir o apoio da igreja e do ChildFund Korea.

### Educação
Após passar no ensino fundamental e no ensino médio por meio de exames de qualificação, ele se formou na Dae-Jeon Art High School e passou a estudar no Departamento de Gestão de Arte Cultural da Kyung-Hee Cyber University.
Durante sua juventude conturbada, ele afirmou que se escondeu em uma escola noturna aos 14 anos para escapar de membros de gangues da área. Aprendeu a ler e a escrever e se candidatou a exames de qualificação para passar no ensino fundamental e médio e ingressar no ensino médio. Com a esperança de aprender música e passar seus anos de escola com os amigos, ele entrou na Dae-Jeon Art High School. Para ganhar mensalidades escolares e aulas particulares, ele trabalhou em um serviço de entrega, mas sofreu um acidente durante o trabalho. Choi pensou em abandonar o ensino médio e seu professor de música testemunhou que ele frequentemente faltava devido ao ambiente desprivilegiado. Ele foi admitido na Universidade de Hanyang, mas devido a dificuldades financeiras, não conseguiu cursar a graduação. Em vez disso, ele passava os dias trabalhando como diarista.

## Carreira

### Korea's Got Talent
Em 6 de junho de 2011, a apresentação de Choi de "Nella Fantasia" de Ennio Morricone no Korea's Got Talent foi recebida positivamente. Ele se apresentou como um trabalhador braçal que ganhava a vida vendendo chicletes e bebidas energéticas por dez anos. Todos os três jurados, Kolleen Park, Jang Jin e Song Yun-ah, ficaram impressionados o suficiente com seu talento vocal que Choi avançou para as finais da competição, terminando em segundo lugar por apenas 280 votos.

### YouTube
O clipe da apresentação de Choi foi postado no YouTube e recebeu elogios das estrelas pop Justin Bieber, BoA, Jung-Hwa Um, várias centenas de milhares de fãs no Facebook, bem como figuras políticas como o ex-presidente da Coreia do Sul Lee-Myung-Park. Uma versão com legendas em inglês despertou o interesse da imprensa internacional, com afirmações de que Choi era "a próxima Susan Boyle". Desde setembro de  2020 o vídeo tem 175.078.474 visualizações.

### Controvérsia
Em 4 de junho de 2011, após sua primeira aparição no programa, algumas pessoas o acusaram de esconder o fato de ter se formado no ensino médio de artes, embora raramente pudesse frequentar as aulas devido à sua situação financeira e teria recebido seu diploma por pena.
A equipe de produção da KGT explicou que "Foi cortado do filme durante a edição. Ele afirmou que havia se formado no ensino médio de arte no segundo teste local, e os jurados, equipes e centenas de membros do público ouviram isso." Mais tarde, a KGT transmitiu a versão reeditada, incluindo a declaração.

### Entretenimento
Após sua aparição na KGT, outras grandes empresas de entretenimento persuadiram Choi a assinar contratos com elas. Por fim, ele assinou com a Sony Music Korea Inc., mas cancelou o contrato em dezembro de 2011. Até sua morte, ele assinou com a Bongbong Company.

### Problemas de saúde
Choi afirmou em janeiro de 2021 que estava sofrendo de câncer e estava arrecadando dinheiro para financiar seu último álbum. Em 29 de outubro de 2021, ele admitiu ter fingido sua doença de câncer. Em um pedido de desculpas divulgado à mídia coreana, declarou: "Atualmente não estou sofrendo de câncer e admito que não estou sofrendo de câncer de cólon, próstata, tireoide, pulmões, cérebro e coração".

### Morte
Em 20 de junho de 2023, cometeu suicídio aos 33 anos, após ter deixado uma mensagem de despedida no seu canal online.

## Música

### Artistry – Tenor Crossover
A CNN comentou que "sua poderosa voz de barítono soa como se pertencesse a um homem com o dobro de sua idade e constituição". Ele estava experimentando diferentes gêneros, incluindo Crossover. Seu tom de voz é suave e emocionalmente atraente, baseado em suas experiências de vida.

### Performances
- Apresentação a convite do presidente sul-coreano, performances e discursos de caridade
- Apresentação a convite do presidente da Cisco [San Diego, Estados Unidos, abril de 2012]
- You Fest Main Final Concert (com Paul Potts) [Madri, Espanha, setembro de 2012]
- Cantando o Hino Nacional Coreano na cerimônia inaugural das Olimpíadas de Londres [Seul, julho-agosto de 2012]
- Regência do coro do Global Multicultural Festival [Seul, maio de 2013]
- Desempenho no intervalo nas Olimpíadas Internacionais de Suwon "Copa da Paz" [Suwon, julho de 2012]
- Concerto de Cura para Adolescentes do Ministério do Meio Ambiente [Seul, julho de 2012]
- Cantando o hino nacional sul-coreano na Assembleia Nacional no Dia da Constituição (com a Millennium Symphony) [Seul, julho de 2012]
- Andy – Live In Concert no Greek Theatre [Los Angeles, Estados Unidos, agosto de 2012]
- Performance Acompanhada com a Filarmônica de Seul

### Álbum
- Apresentando Korea's Got Talent // Nella Fantasia, Cinema Paradiso [Sony Music] [2011]
- Com Popera Vocalista Park Jung So Nella Fantasia // Nella Fantasia [2012]
- Com o vocalista Park Jung So Because He Lives // Amazing Grace [2012]

## Ensaio
Choi escreveu um livro intitulado Singing is My Life – Memoir of My Journey from Homelessness to Fame (publicado por Munhak Dongne, Coreia do Sul) sobre sua vida e carreira, que se tornou um best-seller.

## Radiodifusão e entrevistas
Apareceu em programas musicais, documentários e talk shows na Coreia do Sul e no exterior. Ele apareceu com Justin Bieber no programa de TV espanhol El Hormiguero. CNN e ABC encabeçaram a entrevista com ele. Choi disse que quer continuar superando suas experiências dos últimos 22 anos. "É uma bênção poder viver minha vida sem passar fome, ser maltratado e congelar. Vou continuar aceitando desafios e dando o meu melhor."

### Programas de televisão e entrevistas
Korea's Got Talent temporada 1 [tvN, junho de 2011]
- Live Talk Show Taxi [tvN, setembro de 2011]
- Back People inside de Ji-yeo [tvN, setembro de 2011]
- Documentário Rebel of 3 color Talent [tvN, setembro de 2011]
- Story on Kind Ms. Mi-sun [tvN, novembro de 2011]
- Opera star 2012 [tvN, fevereiro de 2012]
- Morning Garden [KBS1, maio de 2012]
- El Hormiguero [Antena3 (Espanha), maio de 2012]
- KBS Speech 100°C [KBS1, junho de 2012]
- MBN News square [MBN, fevereiro de 2013]

### Recursos de artigo de revista
- Lady Kyunghyang [Coréia do Sul, 2011, 2013]
- Korean Daily 100°C [Coréia do Sul, 2012]
- Woman Sense [Coreia do Sul, 2013]
- Woman's life [Coreia do Sul, 2013]

### Anúncios
- Anúncio público para comitê eleitoral [2012]
- Campanha de rádio "Wait a Minute" [MBC]
- The Korea Highway Corporation "Belt Song"

## Filantropia

### Embaixador honorário
Choi era um embaixador honorário do ChildFund Korea, a organização que o ajudou a melhorar sua própria vida. Ele disse que não vai apenas dizer às crianças para "ter esperança e sonhar", mas quer ajudá-las, na prática, dando-lhes a chance de uma vida melhor. Ele também foi embaixador honorário do Chang Dong Social Welfare Center.

### Doação de talentos
Choi disse: "As pessoas que sofrem têm sentimentos que não podem ser explicados por palavras. Espero que minhas apresentações forneçam algum consolo e um sentimento edificante para aqueles que precisam". Ele se apresentou para pessoas não privilegiadas, incluindo mães solteiras, jovens sob custódia juvenil e centros de cuidados paliativos.

## Prêmios
- Vencedor da semifinal da 1ª temporada do Korea's Got Talent
- 9º Prêmio Candle pela crítica de cultura pop da College Union
- Novo Artista do Clube de Correspondentes Estrangeiros